# 西線無戰事 (1930年電影)
《西線無戰事》（英語：All Quiet on the Western Front）是一套1930年首映的美國戰爭電影，為埃里希·瑪利亞·雷馬克著作《西線無戰事》的電影版。電影由路易·邁斯東執導，卢·艾尔斯等主演。本片获得了四项奥斯卡奖提名，并最终获得第3届奥斯卡最佳影片奖和最佳导演奖，也是第一部获得奥斯卡最佳电影奖的战争电影。
電影大綱如原著小說一樣，以第一次世界大戰為背景，描述一名年輕人在老師的鼓勵下去參軍，卻在戰場上得知戰爭如何可怕的經歷。本片亦在1998年被美國國會圖書館選入國家影片登記部。耗资125万美元，动用了超过2000人参与拍摄环节，外景场地取自加利福尼亚州。本片是当年少有的有声电影，当这部电影于1930年上映时，距离1918年一次世界大战结束尚且不过12年。因为本片具有强烈的反战色彩，20世纪30年代纳粹上台后本片在德国遭到禁播。

## 劇情
第一次世界大戰期間，德國政府開動宣傳機器，號召青年走上戰場保衛祖國。滿腔熱血的學生兵走上戰場後却發現残酷的戰争和他們想象中的軍旅生活相距甚遠。主角保羅在一次戰鬥中被迫藏身於一个彈坑之中，结果突然闖入一名法國士兵。保羅先是用匕首搏鬥，刺中了法國士兵。然而，因為未傷到要害，法國士兵並没有馬上死去。保羅本想将其槍斃，可是由於良心發現而猶豫起來。在經過一段内心的掙扎之後，他扶起法國士兵的頭顱，替他包扎並不斷安慰他。不過，由於失血過多，法國士兵還是在第二天斷了氣。戰争進行了幾年，同班同學一個接一個的戰死。原本的新兵保羅如今已經成為連長，新一批的學生兵又被送至他的連。在他寫完書信，檢查完士兵們的狀況後，突然發現一隻蝴蝶，就在他伸手想要抓那隻蝴蝶時，一聲槍響结束了他的生命。

## 演員
- 理查德·亚历山大（英语：Richard Alexander）飾Westhus
- 本·亚历山大飾 Franz Kemmerich
- 卢·艾尔斯（英语：Lew Ayres）飾保罗Paul Bäumer :一名被征召入伍的高中毕业生，他对战争充满了理想主义的乐观情绪。关于战争的一切都是他的老师告诉他的。
- William Bakewell飾阿尔伯特·克罗普Albert Kropp：保罗的同班同学，他是一个杰出的思想家。不同于保罗，他对战争充满了悲观。
- G. Pat Collins飾Lieutenant Bertinck
- Owen Davis, Jr.飾Peter
- Russell Gleason飾Müller：他认为生命中有许多比战争更重要的事情，在战壕中也不忘记学习。
- Harold Goodwin飾Detering
- Scott Kolk飾Leer
- Arnold Lucy飾Professor Kantorek
- Beryl Mercer飾Mrs. Bäumer, Paul's mother
- Walter Rogers飾Behn
- Slim Summerville飾Tjaden
- 路易斯·沃海姆飾 斯坦尼斯劳斯·卡钦斯基Stanislaus Katczinsky：一名40岁的老兵，经验丰富、慷慨大方。他成为了战壕中保罗最好的朋友，当他死去的时候保罗痛苦不已。[7]
- John Wray飾Himmelstoss

## 版本

### 納粹德國審查
1930年12月5日，《西線無戰事》的首映式在柏林舉行。影片開場不久，影院中突然臭氣熏天，濃重的胡椒粉味讓觀眾涕淚齊流。一些人被迫離席而去，還有些人猶疑不定。緊接著，在約瑟夫·戈培爾安排下，數不清的老鼠在觀影者腳下與座位之間撒歡。男女老少在驚叫和咳嗽聲中，爭先恐後地衝出放映廳。
隨後，在納粹的壓力下，魏瑪政府取消了這部電影在德國的上映許可。後來為第三帝國大眾傳播與宣傳部長的戈培爾贏得了初期的輿論戰。這是美國電影人首次領教納粹的手段。
首映風波過後，環球影城的東家卡爾·萊穆勒答應大規模刪改《西線無戰事》。
1933年，納粹正式取得德國政權後，很快公佈了一項法令，禁止猶太人出現在德國放映的電影中。

## 獲獎與榮譽
1929至30年奧斯卡金像獎
| 類別       | 結果               | 得獎者 |
| ---------- | ------------------ | --- |
| 傑出製作獎 | 獲獎               | 环球影业 (小卡尔·莱姆勒，監製) |
| 最佳導演獎 | 獲獎               | Lewis Milestone |
| 最佳寫作獎 | Template:Award-nom | George Abbott, Maxwell Anderson and Del Andrews Winner was Joseph Farnham, Martin Flavin, Frances Marion and Lennox Robinson - The Big House |
| 最佳攝影獎 | Template:Award-nom | Arthur Edeson Winner was Joseph T. Rucker and Willard Van Der Veer - With Byrd at the South Pole                                             |

這是第一套贏得奧斯卡獎的有聲電影。
其餘得獎：

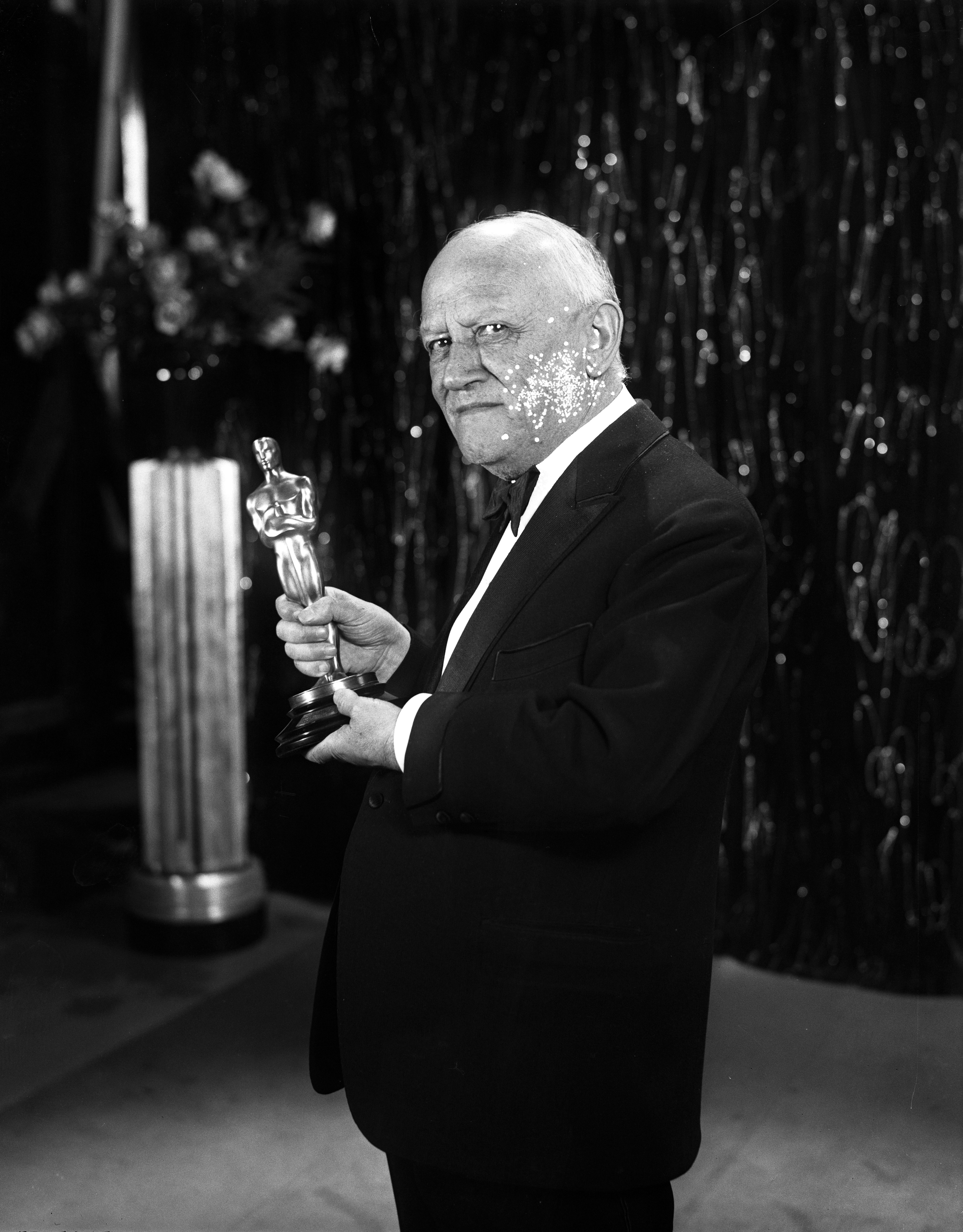
小卡尔·莱姆勒握著傑出製作獎小金人

- 1930 Photoplay Medal of Honor - Carl Laemmle Jr.
- 1931 Kinema Junpo Award for Best Foreign Language Film - Sound to Lewis Milestone
- 1990 國家影片登記部

美国电影学会賞識
- 1998 AFI百年百大電影 #54
- 2008 AFI百年各類型電影十大佳片 #7 史詩式電影

## 外部連結
- 互联网电影数据库（IMDb）上《西線無戰事》的资料（英文）
- TCM电影资料库上《西線無戰事》的资料（英文）
- AllMovie上《西線無戰事》的资料（英文）
- 豆瓣电影上《西線無戰事》的資料 （简体中文）
- 爛番茄上《西線無戰事》的資料（英文）
- Two speeches from the film in text, audio, video （页面存档备份，存于） from AmericanRhetoric.com